# Dominion Lands Act

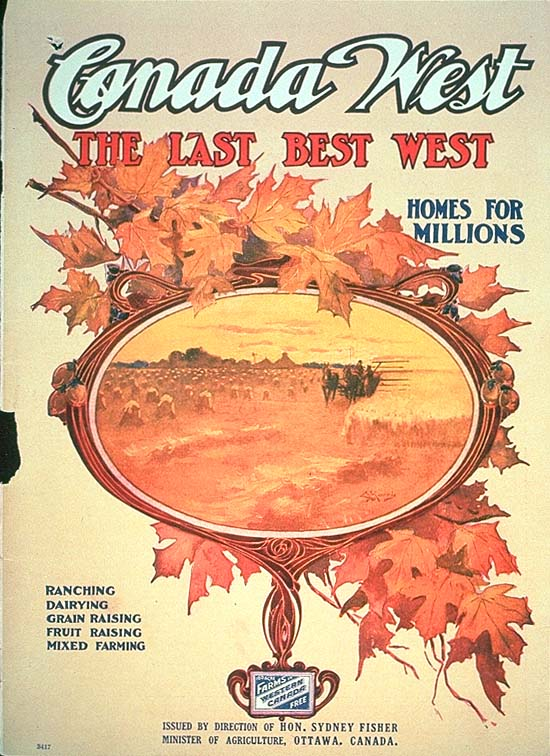
Cartaz de propaganda do programa de imigração do Canadá.

Dominion Lands Act ou Loi des terres fédérales (na totalidade Act Respecting the Public Lands of the Dominion em inglês e Acte concernant les terres de la Puissance em francês) é uma lei canadense de 1872 de incentivo a imigração.

## Implantação
A lei foi aplicada à província de Manitoba e aos Territórios do Noroeste e as novas províncias de Saskatchewan e Alberta que se desmembraram dos Territórios do Noroeste, a lei foi também aplicada a região Peace River na Colúmbia Britânica.

## Requisitos
A lei concedeu ao pleiteante 160 acres (65 ha) de graça, sendo o único custo para o fazendeiro uma taxa simbólica administrativa. Qualquer agricultor do sexo masculino que tivesse pelo menos 21 anos de idade e concordasse em cultivar pelo menos 40 acres (16 ha) da terra e construir uma moradia permanente (no prazo de três anos) estaria qualificado. Esta condição de comprovar a posse da propriedade foi instituída para evitar que especuladores ganhassem o controle da terra.

## Alterações da lei
Durante os 58 anos de existência, emendas alteraram a lei:
- 1872: Separa terras para reservas das Primeiras Nações, assumindo o princípio que permitiu a criação de Manitoba.[9]
- 1873: A idade mínima foi reduzida para 18 anos para facilitar o assentamento das famílias jovens.
- 1873: Criação do Departamento do Interior para administrar cinco serviços relacionados ao projeto: Terras de Domínio, Assuntos Indígenas, Pesquisa Geológica do Canadá, Terras de Artilharia e Almirantado e Territórios do Noroeste.
- 1876: Mulheres com mais de 18 anos que são o único ganha-pão de uma família tornam-se elegíveis.
- 1883: Separação de terras para a criação defuturos parques nacionais.
- 1919: Após a Primeira Guerra Mundial, as viúvas dos veteranos puderam receber concessões.